# Max Waldstein
Max Waldstein (30. prosince 1836 Dörzbach, Bádensko-Württembersko - 17. března 1919, Vídeň) byl německý optik a později rakouský ministerský úředník, spisovatel a čestný občan města Bad Ischl.

## Rodina
Narodil se jako syn židovského obchodníka Jakoba Waldsteina. Měl bratry Ludwiga (1836–1919), který se později stal spisovatelem a Simona. Z otcova druhého manželství s Babette Leidesdorfovou měl ještě sestru Antonii (1844–1926), která se provdala za lékaře Dr. Moritze Passauera. Jejich nadace přešla v době nacismu na dnešní Židovskou náboženskou obec ve Vídni.

## Dílo
- 1883: Bekenntnisse eines Hoftheaterdirektors
- 1883: Bekenntnisse eines Hoftheaterdirektors
- 1885: Aus Wiens lustiger Theaterzeit: Erinnerungen an Josefine Gallmeyer
- 1907: Ein alter Tenorist: Humoristischer Theaterroman aus dem Pariser Leben